# 小崎純佳
小崎 純佳（こざき すみか、1997年9月13日 - ）は、山陰放送のアナウンサー。

## 人物
滋賀県栗東市出身。小学校時代からの特技は乗馬。また空手（型）の有段者（黒帯）でもある。
立命館守山中学校・高等学校時代の6年間は硬式テニス部で活動、滋賀県高校総体などの大会に出場した記録も保管されている。
立命館大学国際関係学部在学中にはアナウンサーを目指し、東京に在るテレビ朝日アスクに在籍してアナウンサーコースを受講する。
2020年の大学卒業と同時に山陰放送に入社し、同社アナウンサーとなる。入社後1ヶ月後の5月8日に同社『ちゃんねるテレポート山陰』公式YouTubeチャンネルでお披露目が行われた。そして6月1日から入社2ヶ月目で初レギュラーとして同社の夕方ニュース番組『テレポート山陰』キャスターに抜擢起用された（2025年6月27日を持って番組卒業）。

## 現在の担当番組
- BSSニュース